# Мальга
Мальга́ (рос. Мальга) — село у складі Сарактаського району Оренбурзької області, Росія.

## Населення
Населення — 37 осіб (2010; 62 у 2002).
Національний склад (станом на 2002 рік):
- росіяни — 76 %